# 司馬炎
司馬 炎（しば えん）は、西晋の初代皇帝。字は安世（あんせい）。
魏から禅譲を受け晋を建て、さらに呉を降伏させ、分裂状態が続いていた中国大陸をおよそ100年ぶりに統一した。しかし、統一後は政治への興味を失い、後の八王の乱の遠因を作った。

## 生涯

### 皇帝即位
魏の有力者であった司馬昭と王元姫（王粛の娘）との間に長男として生まれた。中撫軍などを歴任した。
若くして「寛恵にして仁厚、沈深にして度量あり」と評され、九品中正制度に基づく郷品を定める際、その出身地の河内郡では比較の対象者がいないというほどの貴公子であった。そのため、祖父司馬懿や伯父司馬師の就いた官職を歴任した。
咸熙元年（264年）に司馬昭が晋王になると、その後継者に指名された。当初、司馬昭は三男の司馬攸を後継者にと考えていた。これは司馬攸が司馬師の養子となっていたためであり、司馬昭は兄の方の家が司馬氏の正統と考えたからである。しかし重臣の反対により、咸熙2年（265年）5月には司馬炎が正式に晋王の世子とされている。
同年8月に司馬昭が没すると、晋王・相国の位を継いだ。同年12月には、賈充・裴秀・王沈・羊祜・荀勗・石苞・陳騫らと計って、元帝(曹奐)に禅譲を迫って皇帝の位を奪い、新王朝を「晋」と名付け、元号を泰始と改めた。

### 統一まで
即位した翌年1月には、一族27人を郡王として各地に封じ、土地と兵力とを与えた。これは魏が皇族に力と土地をあまり多く与えず、皇族の力が弱かったことが滅亡の原因となったと考えての対策であった。泰始4年（268年）1月には泰始律令が完成している。
司馬炎の初期治世は重臣に多く学識と礼教を重んじる名望家を配したことと、西晋成立時に民心を得るために庶民への民爵の賜与を行なっていることが挙げられている。また後漢や魏の皇族の任官禁止を解除し、曹植の子曹志や諸葛亮の子孫を任用するなど、後漢末期から魏にかけて戦乱で苦しんだ民情や心情などを考慮して皇族間の友愛、礼教に基づく国家構築などを行なおうとしていた。
咸寧5年（279年）11月から賈充・楊済をそれぞれ主将・副将として呉討伐の詔を発布し、東西から20万の大軍が大挙して呉を攻めた。咸寧6年（280年）2月には晋軍が江陵を陥落させ、3月には石頭城が陥落して晋による統一を達成した（呉滅亡）。

### 統一後
統一後の司馬炎は朝政への興味を失った。また統一を達成したことにより平時体制に戻すとして、軍隊の縮小も実施された。司馬炎の業績として特筆すべきは太康元年（280年）から始まった占田・課田法である。
司馬炎は女色にふけったことでも知られる。統一以前の泰始9年（273年）7月には、詔勅をもって女子の婚姻を暫時禁止し、自分の後宮に入れるための女子を5千人選んだ。さらに呉を滅亡させた後の太康2年（281年）3月には、呉の皇帝であった孫晧の後宮の5千人を自らの後宮に入れた。合計1万人もの宮女を収容した広大な後宮を、司馬炎は毎夜、羊に引かせた車に乗って回った。この羊の車が止まったところの女性のもとで、一夜をともにするのである。そこで、宮女たちは自分のところに皇帝を来させようと、自室の前に竹の葉を挿し、塩を盛っておいた。羊が竹の葉を食べ、塩をなめるために止まるからである。この塩を盛るという故事が、日本の料理店などで盛り塩をするようになった起源とも言われている。
後漢末の混乱期から、匈奴・鮮卑といった異民族が中原の地に移住するようになり、従来の漢人住民と問題を起こすようになっていた。侍御史の郭欽は、統一した機会にこれら異民族を辺境に戻すべきだと上奏したが、司馬炎はこれに聞く耳を持たなかった。
また、皇太子の司馬衷が暗愚であったため、衆望は司馬炎の12歳年下の同母弟で優秀だった斉王司馬攸の後継を期待していた。ところが統一を果たした司馬炎は司馬攸に対して斉への赴任命令を出し、周囲の諫言を封殺した上に司馬攸を支持する派閥を徹底的に粛清した。司馬攸はこの命令に憂憤し、太康4年（283年）に死去した。この一連の迫害は、司馬炎は太子の司馬衷が無能で惰弱な性格であり、統一の5年前に洛陽で疫病が流行した際に司馬炎も重病に倒れたことが、司馬攸排除の動きにつながったとされる。
太康5年（284年）以降は天災が相次ぎ、日食もしばしば起きて人心は荒廃した。晩年には政治の実権は皇后楊芷（最初の皇后であった司馬衷の生母楊艶の同族）の実父である楊駿に掌握されて、かつての後漢のように外戚専権の様相が再現される予兆もできた。
こうした中、太熙元年（290年）夏4月、司馬炎は含章殿において56歳で崩御し、その遺体は峻陽陵に葬られた。

## 評価
司馬炎は父・司馬昭の敷いた路線にしたがって晋王朝を創始した。天下を取るまでは英君だったが、天下を取った後は堕落していく。それが統一後の国家の基盤形成を怠ったことになり、西晋が早く滅亡する要因ともなった。
また、司馬炎が皇族を各地の王に封じた上で軍権をも与えたことは、かえってこれら皇族間の争いを誘発することとなり、八王の乱の遠因となった。異民族に対して効果的な対策をしなかったことも（全く対策しなかったわけではなく、異民族統御官を新設、多数設置して監護させている）、これら異民族が華北で争乱を起こす原因ともなった。同時に賈妃の嘆願や、聡明との噂がある孫の司馬遹に対する皇位継承の望みを託して、その父である司馬衷を皇太子としたことも、八王の乱以降の混乱を引き起こした原因ともなった。そして、後宮に大量に女性を集めるといった行動は結果的に民衆の生活を苦しめることにもなった。
司馬炎は一時的に中国を統一したが、その死後、西晋は八王の乱で疲弊した。司馬炎の子の中で八王の乱を生き延びたのは懐帝と呉王司馬晏だけであった。西晋は永嘉の乱で孫の愍帝（司馬晏の子）の代で短命のうちに滅亡した。愍帝の死去により、司馬炎の子孫は現在に伝わっていない。祖父・司馬懿の嫡系子孫と父・司馬昭の子孫も断絶することとなった。司馬懿の四男司馬伷の孫、司馬炎の従甥である司馬睿が江南に東晋を建てた。その後も長く群雄割拠の時代は続き、本格的な統一王朝の出現は楊堅による隋の統一以降となる。

## 人物像
『晋書』「劉毅伝」には、ある時司馬炎が「自分は漢代の皇帝の誰に匹敵するか」と司隷校尉を務めていた劉毅に問うた際のエピソードがある。劉毅は当時暗君の代表格とされていた「桓帝・霊帝」と比較できると回答した。司馬炎はそれに対して少し厳しすぎるのではないかと言うと、劉毅は「桓帝・霊帝は売官して得た金を国庫に入れていたが、陛下は私門に入れている。そこだけを見れば桓帝・霊帝以下である」と答えた。司馬炎はこれを聞くと大笑いして、「桓帝や霊帝の時代には、こんな言葉を聞く事はなかった。今は直言の士がいるから同じではないだろう」と答えた。散騎常侍の鄒湛はこれを聞いて、名君の代表格であった文帝にまさると述べている。このエピソードは司馬炎が売官によって私腹を肥やしていたことと、諫言について鷹揚な態度を見せていたことを窺える。また、陳寿は『三国志』において呉最後の皇帝であった孫晧を厳しく批判しているが、そんな孫晧をも赦免されたのは「（司馬炎の）寛大なる恩、過度の厚遇ではないか」と記している。

## 逸話
樊建が給事中であったとき、司馬炎が諸葛亮の治政について質問したところ、樊健は、「自分の悪い点を知らされれば必ず改めて、過ちを強引に押し通すことはせず、賞罰の間違いのなさは、神明を感動させるに足るほどでした」と答えた。司馬炎が「立派だ。わしがこの人(諸葛亮)を手に入れて自分の補佐役にしていたならば、今日の苦労はなかったであろう」と言うと、樊健は、額を地に着けてお辞儀をし、「臣(わたくし)が密かに天下の噂を聞きますに、みな鄧艾が無実の罪を着せられていると申しております。陛下はご存じでありながら処理なされません。これこそ馮唐が言った『廉頗・李牧を手に入れても起用できない』という言葉に当たらないでしょうか」と言った。司馬炎は笑って、「わしはこのことをはっきりさせようと思っていたところだ。君の言葉は、わしの気持ちを呼び覚ましてくれた」と言った。かくて、詔勅を発して鄧艾の無実をはっきりさせた。

## 宗室
- 『晋書』本紀巻1～10、列伝巻7・8・29・44・68・69による
- 太字は皇帝（追贈含む）、数字は即位順。
- 灰網掛けは八王の乱にて殺害された人物。

|                 |                 |                 |                 |                 |                 |  |  |                 |                 |                 |                 |                 |                 |  |  |                 |                 |                 |                 |                 |                 |  |  |               |               |               |               |               |               |  |  | 舞陽侯 司馬防 |               |               |               |               |               |  |  |               |               |               |               |               |               |  |  |                |                |                |                |                |                |  |  |                |                |                |                |                |                |  |  |                 |                 |                 |                 |                 |                 |  |  |               |               |               |               |               |               |  |  |  |  |  |  |  |  |  |  |  |  |  |  |  |  |  |  |  |  |  |  |  |  |  |  |  |  |  |  |  |  |  |  |  |  |  |  |  |  |  |  |  |  |  |  |  |  |  |  |
|                 |                 |                 |                 |                 |                 |  |  |                 |                 |                 |                 |                 |                 |  |  |                 |                 |                 |                 |                 |                 |  |  |               |               |               |               |               |               |  |  |               |               |               |               |               |               |  |  |               |               |               |               |               |               |  |  |                |                |                |                |                |                |  |  |                |                |                |                |                |                |  |  |                 |                 |                 |                 |                 |                 |  |  |               |               |               |               |               |               |  |  |  |  |  |  |  |  |  |  |  |  |  |  |  |  |  |  |  |  |  |  |  |  |  |  |  |  |  |  |  |  |  |  |  |  |  |  |  |  |  |  |  |  |  |  |  |  |  |  |
|                 |                 |                 |                 |                 |                 |  |  |                 |                 |                 |                 |                 |                 |  |  |                 |                 |                 |                 |                 |                 |  |  |               |               |               |               |               |               |  |  |               |               |               |               |               |               |  |  |               |               |               |               |               |               |  |  |                |                |                |                |                |                |  |  |                |                |                |                |                |                |  |  |                 |                 |                 |                 |                 |                 |  |  |               |               |               |               |               |               |  |  |  |  |  |  |  |  |  |  |  |  |  |  |  |  |  |  |  |  |  |  |  |  |  |  |  |  |  |  |  |  |  |  |  |  |  |  |  |  |  |  |  |  |  |  |  |  |  |  |
|                 |                 |                 |                 |                 |                 |  |  |                 |                 |                 |                 |                 |                 |  |  | (追)宣帝 司馬懿 | (追)宣帝 司馬懿 | (追)宣帝 司馬懿 | (追)宣帝 司馬懿 | (追)宣帝 司馬懿 | (追)宣帝 司馬懿 |  |  |               |               |               |               |               |               |  |  |               |               |               |               |               |               |  |  |               |               |               |               |               |               |  |  | 安平王 司馬孚  | 安平王 司馬孚  | 安平王 司馬孚  | 安平王 司馬孚  | 安平王 司馬孚  | 安平王 司馬孚  |  |  |                |                |                |                |                |                |  |  | 東武城侯 司馬馗 | 東武城侯 司馬馗 | 東武城侯 司馬馗 | 東武城侯 司馬馗 | 東武城侯 司馬馗 | 東武城侯 司馬馗 |  |  |               |               |               |               |               |               |  |  |  |  |  |  |  |  |  |  |  |  |  |  |  |  |  |  |  |  |  |  |  |  |  |  |  |  |  |  |  |  |  |  |  |  |  |  |  |  |  |  |  |  |  |  |  |  |  |  |
|                 |                 |                 |                 |                 |                 |  |  |                 |                 |                 |                 |                 |                 |  |  | (追)宣帝 司馬懿 | (追)宣帝 司馬懿 | (追)宣帝 司馬懿 | (追)宣帝 司馬懿 | (追)宣帝 司馬懿 | (追)宣帝 司馬懿 |  |  |               |               |               |               |               |               |  |  |               |               |               |               |               |               |  |  |               |               |               |               |               |               |  |  | 安平王 司馬孚  | 安平王 司馬孚  | 安平王 司馬孚  | 安平王 司馬孚  | 安平王 司馬孚  | 安平王 司馬孚  |  |  |                |                |                |                |                |                |  |  | 東武城侯 司馬馗 | 東武城侯 司馬馗 | 東武城侯 司馬馗 | 東武城侯 司馬馗 | 東武城侯 司馬馗 | 東武城侯 司馬馗 |  |  |               |               |               |               |               |               |  |  |  |  |  |  |  |  |  |  |  |  |  |  |  |  |  |  |  |  |  |  |  |  |  |  |  |  |  |  |  |  |  |  |  |  |  |  |  |  |  |  |  |  |  |  |  |  |  |  |
|                 |                 |                 |                 |                 |                 |  |  |                 |                 |                 |                 |                 |                 |  |  |                 |                 |                 |                 |                 |                 |  |  |               |               |               |               |               |               |  |  |               |               |               |               |               |               |  |  |               |               |               |               |               |               |  |  |                |                |                |                |                |                |  |  |                |                |                |                |                |                |  |  |                 |                 |                 |                 |                 |                 |  |  |               |               |               |               |               |               |  |  |  |  |  |  |  |  |  |  |  |  |  |  |  |  |  |  |  |  |  |  |  |  |  |  |  |  |  |  |  |  |  |  |  |  |  |  |  |  |  |  |  |  |  |  |  |  |  |  |
| (追)景帝 司馬師 | (追)景帝 司馬師 | (追)景帝 司馬師 | (追)景帝 司馬師 | (追)景帝 司馬師 | (追)景帝 司馬師 |  |  | (追)文帝 司馬昭 | (追)文帝 司馬昭 | (追)文帝 司馬昭 | (追)文帝 司馬昭 | (追)文帝 司馬昭 | (追)文帝 司馬昭 |  |  | 汝南王 司馬亮   | 汝南王 司馬亮   | 汝南王 司馬亮   | 汝南王 司馬亮   | 汝南王 司馬亮   | 汝南王 司馬亮   |  |  | 琅邪王 司馬伷 | 琅邪王 司馬伷 | 琅邪王 司馬伷 | 琅邪王 司馬伷 | 琅邪王 司馬伷 | 琅邪王 司馬伷 |  |  | 梁王 司馬肜   | 梁王 司馬肜   | 梁王 司馬肜   | 梁王 司馬肜   | 梁王 司馬肜   | 梁王 司馬肜   |  |  | 趙王 司馬倫   | 趙王 司馬倫   | 趙王 司馬倫   | 趙王 司馬倫   | 趙王 司馬倫   | 趙王 司馬倫   |  |  | 太原王 司馬瓌  | 太原王 司馬瓌  | 太原王 司馬瓌  | 太原王 司馬瓌  | 太原王 司馬瓌  | 太原王 司馬瓌  |  |  |                |                |                |                |                |                |  |  | 高密王 司馬泰   | 高密王 司馬泰   | 高密王 司馬泰   | 高密王 司馬泰   | 高密王 司馬泰   | 高密王 司馬泰   |  |  |               |               |               |               |               |               |  |  |  |  |  |  |  |  |  |  |  |  |  |  |  |  |  |  |  |  |  |  |  |  |  |  |  |  |  |  |  |  |  |  |  |  |  |  |  |  |  |  |  |  |  |  |  |  |  |  |
| (追)景帝 司馬師 | (追)景帝 司馬師 | (追)景帝 司馬師 | (追)景帝 司馬師 | (追)景帝 司馬師 | (追)景帝 司馬師 |  |  | (追)文帝 司馬昭 | (追)文帝 司馬昭 | (追)文帝 司馬昭 | (追)文帝 司馬昭 | (追)文帝 司馬昭 | (追)文帝 司馬昭 |  |  | 汝南王 司馬亮   | 汝南王 司馬亮   | 汝南王 司馬亮   | 汝南王 司馬亮   | 汝南王 司馬亮   | 汝南王 司馬亮   |  |  | 琅邪王 司馬伷 | 琅邪王 司馬伷 | 琅邪王 司馬伷 | 琅邪王 司馬伷 | 琅邪王 司馬伷 | 琅邪王 司馬伷 |  |  | 梁王 司馬肜   | 梁王 司馬肜   | 梁王 司馬肜   | 梁王 司馬肜   | 梁王 司馬肜   | 梁王 司馬肜   |  |  | 趙王 司馬倫   | 趙王 司馬倫   | 趙王 司馬倫   | 趙王 司馬倫   | 趙王 司馬倫   | 趙王 司馬倫   |  |  | 太原王 司馬瓌  | 太原王 司馬瓌  | 太原王 司馬瓌  | 太原王 司馬瓌  | 太原王 司馬瓌  | 太原王 司馬瓌  |  |  |                |                |                |                |                |                |  |  | 高密王 司馬泰   | 高密王 司馬泰   | 高密王 司馬泰   | 高密王 司馬泰   | 高密王 司馬泰   | 高密王 司馬泰   |  |  |               |               |               |               |               |               |  |  |  |  |  |  |  |  |  |  |  |  |  |  |  |  |  |  |  |  |  |  |  |  |  |  |  |  |  |  |  |  |  |  |  |  |  |  |  |  |  |  |  |  |  |  |  |  |  |  |
|                 |                 |                 |                 |                 |                 |  |  |                 |                 |                 |                 |                 |                 |  |  |                 |                 |                 |                 |                 |                 |  |  |               |               |               |               |               |               |  |  |               |               |               |               |               |               |  |  |               |               |               |               |               |               |  |  |                |                |                |                |                |                |  |  |                |                |                |                |                |                |  |  |                 |                 |                 |                 |                 |                 |  |  |               |               |               |               |               |               |  |  |  |  |  |  |  |  |  |  |  |  |  |  |  |  |  |  |  |  |  |  |  |  |  |  |  |  |  |  |  |  |  |  |  |  |  |  |  |  |  |  |  |  |  |  |  |  |  |  |
| 斉王 司馬攸     | 斉王 司馬攸     | 斉王 司馬攸     | 斉王 司馬攸     | 斉王 司馬攸     | 斉王 司馬攸     |  |  | (1)武帝 司馬炎  | (1)武帝 司馬炎  | (1)武帝 司馬炎  | (1)武帝 司馬炎  | (1)武帝 司馬炎  | (1)武帝 司馬炎  |  |  |                 |                 |                 |                 |                 |                 |  |  | 琅邪王 司馬覲 | 琅邪王 司馬覲 | 琅邪王 司馬覲 | 琅邪王 司馬覲 | 琅邪王 司馬覲 | 琅邪王 司馬覲 |  |  |               |               |               |               |               |               |  |  |               |               |               |               |               |               |  |  | 河間王 司馬顒  | 河間王 司馬顒  | 河間王 司馬顒  | 河間王 司馬顒  | 河間王 司馬顒  | 河間王 司馬顒  |  |  | 東海王 司馬越  | 東海王 司馬越  | 東海王 司馬越  | 東海王 司馬越  | 東海王 司馬越  | 東海王 司馬越  |  |  | 新蔡王 司馬騰   | 新蔡王 司馬騰   | 新蔡王 司馬騰   | 新蔡王 司馬騰   | 新蔡王 司馬騰   | 新蔡王 司馬騰   |  |  | 南陽王 司馬模 | 南陽王 司馬模 | 南陽王 司馬模 | 南陽王 司馬模 | 南陽王 司馬模 | 南陽王 司馬模 |  |  |  |  |  |  |  |  |  |  |  |  |  |  |  |  |  |  |  |  |  |  |  |  |  |  |  |  |  |  |  |  |  |  |  |  |  |  |  |  |  |  |  |  |  |  |  |  |  |  |
| 斉王 司馬攸     | 斉王 司馬攸     | 斉王 司馬攸     | 斉王 司馬攸     | 斉王 司馬攸     | 斉王 司馬攸     |  |  | (1)武帝 司馬炎  | (1)武帝 司馬炎  | (1)武帝 司馬炎  | (1)武帝 司馬炎  | (1)武帝 司馬炎  | (1)武帝 司馬炎  |  |  |                 |                 |                 |                 |                 |                 |  |  | 琅邪王 司馬覲 | 琅邪王 司馬覲 | 琅邪王 司馬覲 | 琅邪王 司馬覲 | 琅邪王 司馬覲 | 琅邪王 司馬覲 |  |  |               |               |               |               |               |               |  |  |               |               |               |               |               |               |  |  | 河間王 司馬顒  | 河間王 司馬顒  | 河間王 司馬顒  | 河間王 司馬顒  | 河間王 司馬顒  | 河間王 司馬顒  |  |  | 東海王 司馬越  | 東海王 司馬越  | 東海王 司馬越  | 東海王 司馬越  | 東海王 司馬越  | 東海王 司馬越  |  |  | 新蔡王 司馬騰   | 新蔡王 司馬騰   | 新蔡王 司馬騰   | 新蔡王 司馬騰   | 新蔡王 司馬騰   | 新蔡王 司馬騰   |  |  | 南陽王 司馬模 | 南陽王 司馬模 | 南陽王 司馬模 | 南陽王 司馬模 | 南陽王 司馬模 | 南陽王 司馬模 |  |  |  |  |  |  |  |  |  |  |  |  |  |  |  |  |  |  |  |  |  |  |  |  |  |  |  |  |  |  |  |  |  |  |  |  |  |  |  |  |  |  |  |  |  |  |  |  |  |  |
|                 |                 |                 |                 |                 |                 |  |  |                 |                 |                 |                 |                 |                 |  |  |                 |                 |                 |                 |                 |                 |  |  |               |               |               |               |               |               |  |  |               |               |               |               |               |               |  |  |               |               |               |               |               |               |  |  |                |                |                |                |                |                |  |  |                |                |                |                |                |                |  |  |                 |                 |                 |                 |                 |                 |  |  |               |               |               |               |               |               |  |  |  |  |  |  |  |  |  |  |  |  |  |  |  |  |  |  |  |  |  |  |  |  |  |  |  |  |  |  |  |  |  |  |  |  |  |  |  |  |  |  |  |  |  |  |  |  |  |  |
| 斉王 司馬冏     | 斉王 司馬冏     | 斉王 司馬冏     | 斉王 司馬冏     | 斉王 司馬冏     | 斉王 司馬冏     |  |  | (2)恵帝 司馬衷  | (2)恵帝 司馬衷  | (2)恵帝 司馬衷  | (2)恵帝 司馬衷  | (2)恵帝 司馬衷  | (2)恵帝 司馬衷  |  |  | 楚王 司馬瑋     | 楚王 司馬瑋     | 楚王 司馬瑋     | 楚王 司馬瑋     | 楚王 司馬瑋     | 楚王 司馬瑋     |  |  | 淮南王 司馬允 | 淮南王 司馬允 | 淮南王 司馬允 | 淮南王 司馬允 | 淮南王 司馬允 | 淮南王 司馬允 |  |  | 長沙王 司馬乂 | 長沙王 司馬乂 | 長沙王 司馬乂 | 長沙王 司馬乂 | 長沙王 司馬乂 | 長沙王 司馬乂 |  |  | 成都王 司馬穎 | 成都王 司馬穎 | 成都王 司馬穎 | 成都王 司馬穎 | 成都王 司馬穎 | 成都王 司馬穎 |  |  | (3)懐帝 司馬熾 | (3)懐帝 司馬熾 | (3)懐帝 司馬熾 | (3)懐帝 司馬熾 | (3)懐帝 司馬熾 | (3)懐帝 司馬熾 |  |  | 呉王 司馬晏    | 呉王 司馬晏    | 呉王 司馬晏    | 呉王 司馬晏    | 呉王 司馬晏    | 呉王 司馬晏    |  |  |                 |                 |                 |                 |                 |                 |  |  | 南陽王 司馬保 | 南陽王 司馬保 | 南陽王 司馬保 | 南陽王 司馬保 | 南陽王 司馬保 | 南陽王 司馬保 |  |  |  |  |  |  |  |  |  |  |  |  |  |  |  |  |  |  |  |  |  |  |  |  |  |  |  |  |  |  |  |  |  |  |  |  |  |  |  |  |  |  |  |  |  |  |  |  |  |  |
| 斉王 司馬冏     | 斉王 司馬冏     | 斉王 司馬冏     | 斉王 司馬冏     | 斉王 司馬冏     | 斉王 司馬冏     |  |  | (2)恵帝 司馬衷  | (2)恵帝 司馬衷  | (2)恵帝 司馬衷  | (2)恵帝 司馬衷  | (2)恵帝 司馬衷  | (2)恵帝 司馬衷  |  |  | 楚王 司馬瑋     | 楚王 司馬瑋     | 楚王 司馬瑋     | 楚王 司馬瑋     | 楚王 司馬瑋     | 楚王 司馬瑋     |  |  | 淮南王 司馬允 | 淮南王 司馬允 | 淮南王 司馬允 | 淮南王 司馬允 | 淮南王 司馬允 | 淮南王 司馬允 |  |  | 長沙王 司馬乂 | 長沙王 司馬乂 | 長沙王 司馬乂 | 長沙王 司馬乂 | 長沙王 司馬乂 | 長沙王 司馬乂 |  |  | 成都王 司馬穎 | 成都王 司馬穎 | 成都王 司馬穎 | 成都王 司馬穎 | 成都王 司馬穎 | 成都王 司馬穎 |  |  | (3)懐帝 司馬熾 | (3)懐帝 司馬熾 | (3)懐帝 司馬熾 | (3)懐帝 司馬熾 | (3)懐帝 司馬熾 | (3)懐帝 司馬熾 |  |  | 呉王 司馬晏    | 呉王 司馬晏    | 呉王 司馬晏    | 呉王 司馬晏    | 呉王 司馬晏    | 呉王 司馬晏    |  |  |                 |                 |                 |                 |                 |                 |  |  | 南陽王 司馬保 | 南陽王 司馬保 | 南陽王 司馬保 | 南陽王 司馬保 | 南陽王 司馬保 | 南陽王 司馬保 |  |  |  |  |  |  |  |  |  |  |  |  |  |  |  |  |  |  |  |  |  |  |  |  |  |  |  |  |  |  |  |  |  |  |  |  |  |  |  |  |  |  |  |  |  |  |  |  |  |  |
|                 |                 |                 |                 |                 |                 |  |  | 愍懐太子 司馬遹 | 愍懐太子 司馬遹 | 愍懐太子 司馬遹 | 愍懐太子 司馬遹 | 愍懐太子 司馬遹 | 愍懐太子 司馬遹 |  |  |                 |                 |                 |                 |                 |                 |  |  |               |               |               |               |               |               |  |  |               |               |               |               |               |               |  |  |               |               |               |               |               |               |  |  |                |                |                |                |                |                |  |  | (4)愍帝 司馬鄴 | (4)愍帝 司馬鄴 | (4)愍帝 司馬鄴 | (4)愍帝 司馬鄴 | (4)愍帝 司馬鄴 | (4)愍帝 司馬鄴 |  |  |                 |                 |                 |                 |                 |                 |  |  |               |               |               |               |               |               |  |  |  |  |  |  |  |  |  |  |  |  |  |  |  |  |  |  |  |  |  |  |  |  |  |  |  |  |  |  |  |  |  |  |  |  |  |  |  |  |  |  |  |  |  |  |  |  |  |  |

### 后妃
- 元皇后楊艶、悼皇后楊芷（元皇后の再従妹）
- 貴嬪胡芳、夫人諸葛婉、貴人左棻
- 淑妃公孫氏、淑媛臧曜、淑儀趙芳、修華趙粲、修容陳琇、修儀左嬪、婕妤邢蘭、容華朱姜
- 審美人、徐才人、匱才人、趙才人、趙美人（趙才人の妹）
- 李夫人、厳保林、陳美人、諸姫、程才人、才人謝玖、中才人王媛姫

### 子女
- 毗陵悼王 司馬軌（正則）2才で逝去。（母：楊元后）
- 恵帝 司馬衷（正度）（259年 - 306年）（母：楊元后）　第2代皇帝
- 秦献王 司馬柬（弘度）（262年 - 291年）（母：楊元后）
- 城陽懐王 司馬景（景度）（? - 270年）（母：審美人）
- 城陽殤王 司馬憲（明度）（270年 - 271年）（母：徐才人）
- 楚隠王 司馬瑋（彦度）（271年 - 291年）（母：審美人）
- 東海沖王 司馬祗（敬度）（271年 - 273年）（母：匱才人）
- 始平哀王 司馬裕（濬度）（271年 - 277年）（母：趙才人）
- 代哀王 司馬演（宏度）（? - ?）（母：趙美人）
- 淮南忠壮王 司馬允（欽度）（272年 - 300年）（母：李夫人）
- 新都懐王 司馬該（玄度）（272年 - 283年）（母：厳保林）
- 清河康王 司馬遐（深度）（273年 - 300年）（母：陳美人）
- 汝陰哀王 司馬謨（令度）（276年 - 278年）（母：諸姫）
- 長沙厲王 司馬乂（士度）（277年 - 304年）（母：審美人）
- 成都王 司馬穎（章度）（279年 - 306年）（母：程才人）
- 呉孝王 司馬晏（平度）（281年 - 311年）（母：李夫人）
- 勃海殤王 司馬恢（思度）（283年 - 284年）（母：楊悼后）
- 懐帝・豫章王 司馬熾（豊度）（284年 - 313年）（母：王才人）第3代皇帝

その他8人の男子
- 平陽公主（母：楊元后）
- 新豊公主（母：同上）
- 陽平公主（母：同上）
- 武安公主（母：胡貴嬪）
- 広平公主
- 滎陽公主
- 滎陽公主
- 襄城公主 司馬修褘
- 繁昌公主
- 潁川公主
- 霊寿公主 司馬修麗
- 万年公主